# 安德烈·克拉索夫
安德烈·列昂尼多维奇·克拉索夫（羅馬化：Andrey Leonidovich Krasov）是俄罗斯军事和政治人物。2008年，他被授予了俄罗斯联邦英雄的头衔。2016年，他当选成为第七届国家杜马议员。

## 制裁
克拉索夫于2022年因俄乌战争而受到英国政府制裁。